# Hederson Estefani
Hederson Alves Estefani (* 11. September 1991 in Curitiba) ist ein brasilianischer Sprinter und Hürdenläufer, der sich auf die 400-Meter-Distanz spezialisiert hat.

## Sportliche Laufbahn
Erste Erfahrungen bei internationalen Meisterschaften sammelte Hederson Estefani im Jahr 2008, als er bei den Jugendsüdamerikameisterschaften in Lima in 51,67 s die Goldmedaille über 400 m Hürden gewann und auch mit der brasilianischen Sprintstaffel (1000 Meter) in 1:54,10 min siegte. Im Jahr darauf siegte er bei den Juniorensüdamerikameisterschaften in São Paulo in 46,20 s im 400-Meter-Lauf sowie 51,07 s auch über 400 m Hürden. Anschließend wurde er bei den Panamerikanischen Juniorenmeisterschaften in Port-of-Spain im Finale über 400 Meter disqualifiziert und belegte im Hürdenlauf in 51,11 s den vierten Platz. 2010 gewann er bei den U23-Südamerikameisterschaften, die im Zuge der Südamerikaspiele in Medellín stattfanden, in 46,85 s die Silbermedaille über 400 Meter hinter dem Venezolaner Omar Longart und gelangte über die Hürden mit 52,43 s auf Rang vier. Zudem gewann er mit der brasilianischen 4-mal-400-Meter-Staffel in 3:07,11 min gemeinsam mit José Guilherme de Oliveira, Henrique de Souza und Hélder Alves die Silbermedaille hinter dem venezolanischen Team. Anfang Juni sicherte er sich bei den Ibero-Amerikanischen Meisterschaften in San Fernando in 3:05,43 min die Silbermedaille mit der Staffel hinter der kubanischen Mannschaft. Im Juli schied er dann bei den Juniorenweltmeisterschaften im kanadischen Moncton mit 51,69 s im Halbfinale über 400 m Hürden aus.
2011 siegte er bei den Südamerikameisterschaften in Buenos Aires in 3:08,95 min gemeinsam mit Luís Eduardo Ambrósio, Kléberson Davide und Wagner Cardoso in der 4-mal-400-Meter-Staffel. Im Jahr darauf gewann er bei den Ibero-Amerikanischen Meisterschaften in Barquisimeto in 49,71 s die Bronzemedaille über 400 m Hürden hinter dem Puerto-Ricaner Eric Alejandro und Amaurys Valle aus Kuba und zudem gelangte er im Staffelbewerb mit 3:03,05 min auf Rang fünf. Anschließend siegte er in 51,02 s bei den U23-Südamerikameisterschaften in São Paulo im Hürdenlauf. 2013 gewann er bei den Südamerikameisterschaften in Cartagena in 3:08,60 min gemeinsam mit Wagner Cardoso, Jonathan da Silva und Willian Carvalho die Bronzemedaille hinter den Teams aus Venezuela und Kolumbien und 2014 sicherte er sich bei den Ibero-Amerikanischen Meisterschaften in São Paulo in 3:02,80 min die Silbermedaille mit der Staffel hinter dem Team aus der Dominikanischen Republik. Bei den IAAF World Relays 2015 in Nassau gelangte er mit 3:00,96 min auf Rang fünf in der 4-mal-400-Meter-Staffel. Anschließend gewann er bei den Südamerikameisterschaften in Lima in 45,57 s die Silbermedaille über 400 Meter hinter dem Venezolaner Alberth Bravo und auch über 400 m Hürden sicherte er sich in 49,54 s die Silbermedaille hinter dem Uruguayer Andrés Silva. Daraufhin verpasste er bei den Panamerikanischen Spielen in Toronto mit 51,06 s den Finaleinzug über 400 m Hürden und belegte im Staffelbewerb in 3:01,18 min den fünften Platz. Im August schied er bei den Weltmeisterschaften in Peking mit 45,36 s in der ersten Runde über 400 Meter aus und verpasste mit der Staffel mit 3:01,05 min den Finaleinzug. Im Oktober belegte er bei den Militärweltspielen in Mungyeong in 51,69 s den siebten Platz über 400 m Hürden und gelangte mit der Staffel mit 3:12,96 min auf Rang acht. Im Jahr darauf schied er bei den Ibero-Amerikanischen Meisterschaften in Rio de Janeiro mit 61,54 s in der Vorrunde über 400 Meter aus und startete anschließend in dieser Disziplin bei den Olympischen Sommerspielen ebendort und kam dort mit 46,68 s nicht über die erste Runde hinaus.
2017 schied er bei den Weltmeisterschaften in London mit 50,22 s im Vorlauf über 400 m Hürden aus und im Jahr darauf belegte er bei den Südamerikaspielen in Cochabamba in 46,15 s den vierten Platz über 400 Meter und ging im Finale über 400 m Hürden nicht mehr an den Start. 2022 nahm er erneut an den Südamerikaspielen in Asunción teil und gewann dort in 50,99 s die Bronzemedaille über 400 m Hürden hinter dem Kolumbianer Fanor Escobar und Bruno De Genaro aus Argentinien.
2012 wurde Estefani brasilianischer Meister im 400-Meter-Lauf sowie 2014 über 400 m Hürden. In den Jahren von 2017 bis 2020 siegte er in der 4-mal-400-Meter-Staffel sowie 2019 und 2020 auch in der 4-mal-100-Meter-Staffel.

## Persönliche Bestzeiten
- 400 Meter: 45,25 s, 29. Juni 2012 in São Paulo
- 400 m Hürden: 49,13 s, 11. Juni 2017 in São Bernardo do Campo